# Helene Stourzh-Anderle
Helene Stourzh-Anderle (geboren am 17. Juni 1890 in Klosterneuburg; gestorben am 21. Februar 1966 in Wien; geboren als Helene Johanna Maria Anderle, Helene Stourzh) war eine österreichische Frauenärztin, Sexualforscherin und Schriftstellerin.

## Leben und berufliche Entwicklung
Helene Stourzh-Anderle wuchs als Tochter des Ingenieurs Franz K. A. Anderle (1847–1922) und seiner Ehefrau Anna Maria Anderle (geb. Himmel, 1863–1954) in Wien auf. Sie besuchte das erste Wiener Mädchengymnasium und schloss im Juli 1910 mit der Matura ab. Von 1910 bis 1915 studierte sie Medizin an der Universität Wien.
Ab 1913 war sie bei Julius Tandler an der ersten anatomischen Lehrkanzel als Demonstratorin tätig. 1914 veröffentlichte die damals die 24-jährige ihre erste wissenschaftliche Arbeit Zur Anatomie der Querschnittstopographie der Nerven an der oberen Extremität. Sie promovierte 1915. Von 1916 bis 1918 absolvierte sie eine Fortbildung zur Frauenärztin an der Zweiten Frauenklinik in Wien. Danach war sie bis 1920 die erste weibliche klinische Assistentin in Österreich unter Ernst Wertheim (1864–1920).
1918 wurde sie als eine der ersten Frauen in die Gesellschaft der Ärzte aufgenommen. Sie hielt ab 1918 zahlreiche Vorträge und publizierte zu unterschiedlichen Themen, auch zu allgemeinpädagogischen und ethischen Fragen zu Sexualforschung (Konstitutionenlehre) und der Gynäkologie. 1921 erhielt sie die Kassenzulassung als Frauenärztin in Wien, wechselte aber 1928 zur Allgemeinmedizin. Zudem gab sie Anatomiekurse an der Fachlehranstalt für das Bekleidungsgewerbe und hielt Vorträge an Mädchenschulen. 1928 heiratete sie den evangelischen Philosophen Herbert Stourzh (1889–1941). Ihr Sohn Gerald wurde 1929 geboren. Ab 1930 betätigte sie sich politisch in der österreichischen Frauenpartei. Die Familie war von 1938 bis 1945 Repressionen ausgesetzt; Stourzh-Anderle konnte aber weiter als Ärztin arbeiten.

## Forschungsschwerpunkte
1949 wandte sich Helene Stourzh-Anderle von den konstitutionsbiologischen Behandlungen ab hin zur individualbezogenen Hormontherapie. Darüber hinaus setzte sie ihre in den 1930er Jahren begonnene Lehre der Ehe- und Sexualberatung fort. Ihre bisherigen Studien vertiefte sie 1955 in ihrer ersten umfassenden Monographie Sexuelle Konstitution. In der Anamnese setzte sie neue Maßstäbe betreffend den sonst üblichen Vorurteilen gegenüber Patienten auf Grund ihrer Konstitution und Sexualität.
Der deutsche Psychiater Hans Giese (1920–1970) und der amerikanische Sexologe Harry Benjamin (1885–1986) unterstützten ihre Ansichten. Vielfach erregte sie Aufsehen, da sie die konstitutionstypologischen Muster neu definierte und nicht mehr frauenfeindlich instrumentalisierte. Helene Stourzh-Anderle teilte Konstitutionstypen in die „reinen“ Normosexuellen und dem (weiter gefassten) Bereich der Parasexuellen ein. In ihrem Werk die Anorgasmie der Frau trat sie für die Eliminierung des Begriffs Frigidität ein und ersetzte ihn durch den Begriff Anorgasmie.

## Veröffentlichungen (Auswahl)
- Die Anorgasmie der Frau. 1. Auflage 1961, 2. Auflage 1962. Enke, Stuttgart 1961.
- Sexuelle Konstitution: Psychopathie, Kriminalität, Genie. Verl. f. Medizin. Wiss., Wien 1955.
- Die sexuelle Aufklärung. Deutscher Verlag für Jugend und Volk. Wien. 1925.
- Zur Frage der Frigidität. Wiener medizinische Wochenschrift 56, 556–564. 1943.